# Tsivoka peyrierasi
Tsivoka peyrierasi är en skalbaggsart som beskrevs av Jean François Villiers 1982. Tsivoka peyrierasi ingår i släktet Tsivoka och familjen långhorningar.
Artens utbredningsområde är Madagaskar. Inga underarter finns listade i Catalogue of Life.